# ناحیه بهکر
ناحیه بهکر (به انگلیسی: Bhakkar District) یک ناحیه در پاکستان است که در پنجاب واقع شده‌است. ناحیه بهکر ۸٬۱۵۳ کیلومتر مربع مساحت و ۱٬۶۵۰٬۵۱۸ نفر جمعیت دارد.